# Barbara Comyns
Barbara Irene Veronica Comyns Carr (nascida Barbara Irene Veronica Bayley; 27 de dezembro de 1907 – 14 de julho de 1992), conhecida como Barbara Comyns, foi uma escritora e artista inglesa.

## Biografia
Nascida em Bidford-on-Avon, Warwickshire, Comyns foi a quarta de seis filhos. A família morava em Bell Court, uma mansão nas margens do rio Avon. Os pais de Comyns — uma mãe surda e desinteressada e um pai violento e alcoólatra — estavam muito ocupados com suas próprias vidas para dar muita atenção aos filhos. Seu pai era um cervejeiro e industrial de Birmingham que morreu em 1922, quando ela tinha 15 anos e ela e seus irmãos foram criados por governantas desatentas. Comyns documenta isso em seu livro de estreia, "Sisters by a River", um livro que ela escreveu para entreter seus próprios filhos quando trabalhava como cozinheira e governanta durante a Segunda Guerra Mundial; foi inicialmente serializado na revista Lilliput sob o título "The Novel Nobody Will Publish". 
Quando jovem, ela demonstrou considerável talento como pintora; estudou na Heatherley School of Fine Art e expôs com o London Group. Após a morte de seu pai, a mansão Bell Court foi vendida e Comyns foi para a escola de arte, primeiro na Stratford-upon-Avon, depois mudou-se para Londres para estudar na Heatherley School of Fine Art . Em 1931, ela se casou com o colega artista e amigo de infância John Pemberton, sobrinho do presidente do London Group e também artista Rupert Lee. Comyns e seu marido exibiram seu trabalho numa exposição coletiva com o London Group of Artists em novembro de 1934.  Comyns se juntou à comunidade artística de Londres e conheceu Dylan Thomas e Augustus John . Eles tiveram dois filhos (um menino, Julian, e uma menina, Caroline), mas o casamento acabou por volta de 1935.
No final da década de 1930, Comyns começou um relacionamento com o negociante de mercado negro Arthur Price. O casal morava com os dois filhos de Comyns em várias casa diferentes em Londres. Teve diversos empregos como modelo, convertendo casas em apartamentos, com reprodução e venda de poodles, reformando pianos, negociando móveis antigos e carros clássicos e desenhando para anúncios comerciais. Com a eclosão da Segunda Guerra Mundial, a pobreza de Comyns aumentou e seu relacionamento com Arthur se desfez. Comyns tornou-se cozinheira numa casa de campo em Hertfordshire, onde escreveu uma série de contos sobre a sua infância. Retornou com os filhos a Londres em 1942. Durante a guerra, ela conheceu Richard Strettell Comyns Carr. Richard foi empregado na subseção ibérica da Seção V do MI6 com Kim Philby e Graham Greene. Eles se casaram em 1945. Durante a lua de mel, Comyns concebeu a ideia para The Vet's Daughter em um sonho e escreveu um esboço. Talvez seu fato mais curioso, no entanto, tenha sido sua conexão com o infame agente duplo do MI6, Kim Philby, que era colega de seu segundo marido, Richard Comyns Carr, em Whitehall, foi inclusive em sua casa de campo em Snowdonia que os recém-casados passaram a lua de mel em 1945.
Enquanto escrevia seu segundo livro "Our Spoons Came from Woolworths", uma amiga encontrou o manuscrito que ela havia escrito em Hertfordshire e a encorajou a publicá-lo. O romance foi aceito para publicação ao mesmo tempo que o primeiro. Em 1951, após ler sobre o envenenamento em massa em Pont-Saint-Esprit, Comyns escreveu seu terceiro romance, "Who Was Changed and Who Was Dead".
Em 1956, Richard foi demitido por causa de sua associação com Kim Philby. Os Comyns Carrs se mudaram para a Espanha e viveram brevemente em Ibiza até 1958 e depois em Barcelona, de onde publicou diversos de seus romances. Depois de viver em Barcelona por 16 anos, eles se mudaram para San Roque, na Andaluzia . Em 1974, com o aumento da inflação na Espanha e o declínio da libra, o casal retornou à Inglaterra.
Houve um interesse em seu trabalho quando Virago começou a reimprimir alguns de seus romances na década de 80. Nessa época, Comyns publicou mais três romances: The Juniper Tree, Mr. Fox (escrito na década de 1940) e The House of Dolls (escrito na década de 60).  
Comyns morreu em Shropshire, em 1992. Ela está enterrada no cemitério da igreja de St. Andrew em Burnham-on-Sea, no litoral da Inglaterra.  

## Adaptações
The Vet's Daughter foi serializada na rádio BBC e adaptada para o musical de 1978 The Clapham Wonder, de Sandy Wilson.

### Romances
- Sisters by a River (Eyre & Spottiswoode, 1947; Virago, 1985)
- Our Spoons Came from Woolworths (Eyre & Spottiswoode, 1950; Virago, 1983; New York Review Books, 2015)
- Who Was Changed and Who Was Dead (The Bodley Head, 1954; Virago, 1987; Dorothy, 2010; Daunt Books, 2021)
- The Vet's Daughter (Heinemann, 1959; Virago, 1981; New York Review Books, 2003)
- Out of the Red, Into the Blue (Heinemann, 1960)
- The Skin Chairs (Heinemann, 1962; Virago, 1986)
- Birds in Tiny Cages (Heinemann, 1964)
- A Touch of Mistletoe (Heinemann, 1967; Virago, 1989; Daunt Books, 2021)
- The Juniper Tree (Methuen/St. Martin's Press, 1985; New York Review Books, 2018)
- Mr. Fox (Methuen, 1987; Turnpike Books, 2020)
- The House of Dolls (Methuen, 1989; St. Martin's Press, 1990; Turnpike Books, 2020)

Contos (publicados com o pseudônimo Barbara Pemberton)
- "The Roly-Poly Field". Lilliput (Edição de maio de 1945), Vol. 16, No. 5, #95, p. 342.
- "Courious Habits of Bats, Moths and Earwigs". Lilliput (Edição de julho de 1945), Vol. 17, No. 1, #97, p. 51–52.
- "Good Luck Numbers". Lilliput (Edição de setembro de 1945), Vol. 17, No. 3, #99, p. 247.
- "God in the Billard Room". Lilliput (Edição de novembro de 1945), Vol. 17, No. 5, #101, p. 375.
- "Black Monday". Lilliput (Edição de agosto de 1946), Vol. 19, No. 2, #110, p. 153.